# Région touristique des monts Kumgang

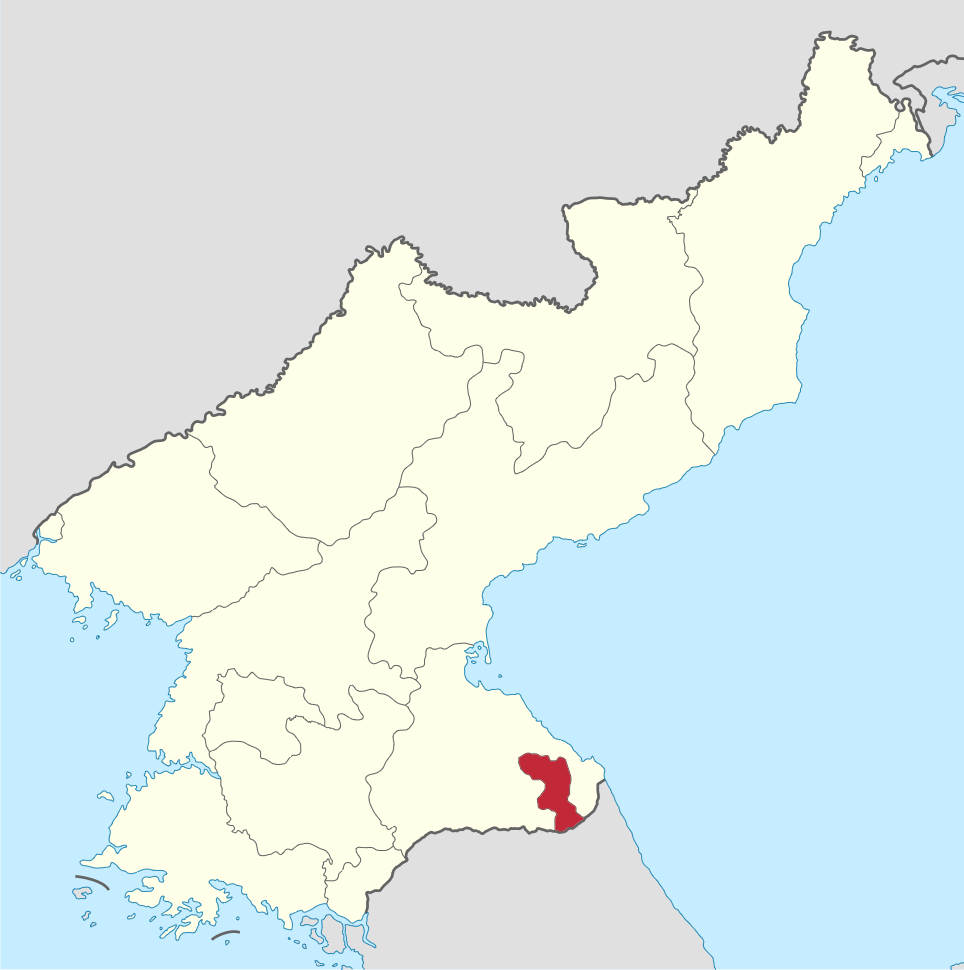
Localisation de la région touristique des monts Kumgang en Corée du Nord.

La région touristique des monts Kumgang est une division administrative spéciale de Corée du Nord, elle est l'une des trois régions administratives spéciales (avec Kaesong, et Rason). Appelée « Wonsan-Mt. Kumgang International Tourist Zone » par la KCNA, ou « zone spéciale pour le tourisme international » (ZSTI) ou en anglais « Special International Tour Zone » (SZIT),. La création de cette région a été permise dans un contexte de réchauffement des relations diplomatiques entre la Corée du Nord et la Corée du Sud : avec la Politique du rayon de soleil (1998 à 2008). La zone, entre 1998 et 2008, a accueilli plus de 1,9 million de touristes, majoritairement sud-coréens.
La zone a été fermée à plusieurs reprises, lors du passage du typhon Rusa en 2002, lors de l'épidémie mortelle en Chine du SRAS (syndrome respiratoire aigu sévère), en août 2003, après le suicide du fils de Chung Ju-yung, Chung Mong-hun. Depuis 2008, les tensions entre les États de Corée du Nord et du Sud, ont empêché un développement de la zone des monts Kumgang, malgré des relations entre des organisations privés sud-coréennes (Hyundai) et l'État de Corée du Nord.
La Corée du Nord veut depuis 2015, développer cette zone à travers la Chine.

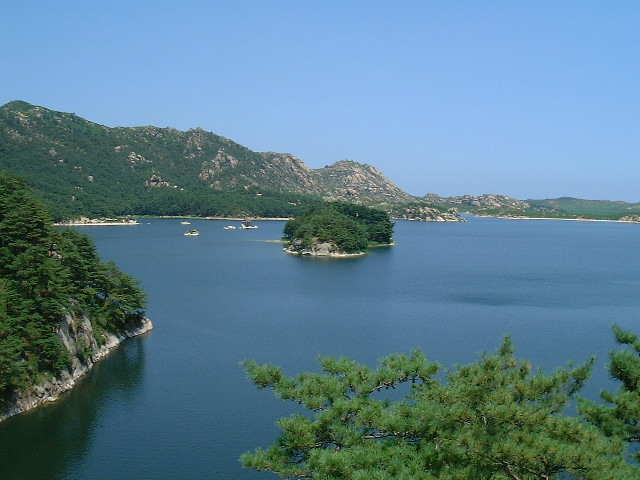
Lac Samilpo dans la région des monts Kumgang

## Incident de 2008
Le 11 juillet 2008, une touriste sud-coréenne de 53 ans, Park Wang-ja, a été abattue par un soldat nord-coréen, entraînant la suspension du programme touristique de Corée du Sud vers les monts Kumgang,. Selon la Corée du Nord, ce tir a été causé par le franchissement de la limite d'une zone militaire, la Corée du sud a réagi en demandant l'ouverture d'une enquête sur le site, ce que Pyongyang a refusé en rejetant les demandes. La Corée du Nord a néanmoins « exprimé ses regrets au sujet de la mort de Park Wang-ja », mais a affirmé que « le Sud devrait assumer la responsabilité de l'incident »,.
Malgré le fait que le gouvernement de Lee Myung-bak ait exprimé une position anti-nord-coréenne, Kim Tae-u, directeur de l'Institut coréen pour l'unification nationale, a proposé que le gouvernement sud-coréen renégocie la région touristique des monts Kumgang avec la Corée du Nord sans faire aucune excuse officielle sur les actions militaires de la Corée du Nord a propos du naufrage de la corvette sud-coréenne ROKS Cheonan ayant tué des marins sud-coréens et le bombardement de Yeonpyeong.

## Hyundai
L'entreprise Hyundai a été un acteur spécial des relations inter-coréennes de par l'engagement de son fondateur, Chung Ju-yung originaire de cette région, dans le dialogue entre les deux Corées.
En 1998, dans un geste symbolique, il a personnellement conduit 500 têtes de bœufs en Corée du Nord en traversant la zone démilitarisée (DMZ), avant de négocier puis signer un contrat d'exploitation touristique de la région au nom du groupe Hyundai. Hyundai s'est donc engagé dans la gestion touristique des monts Kumgang à travers la création de la filiale Hyundai Asan, qui a géré les circuits touristiques sud-coréens dans les monts Kumgang, en contrepartie d'un engagement de versement d'argent à la Corée du Nord. Ces engagements de versement d'argent n'ont pas été tenus à partir de 2008 compte tenu du refroidissement des relations diplomatiques avec la Corée du Nord, notamment depuis la mort d'une touriste sud-coréenne pendant une visite des monts Kumgang (voir l'incident de 2008), la filiale, à la suite de cet incident, a subi un grand manque à gagner (70,3 millions de dollars 4 mois après la suspension des visites dans la zone).
Selon Jang Whan-bin, vice-président de Hyundai Asan, l'ensemble des redevances versées à Pyongyang s'élève à 455 millions de dollars en 2007. Chaque visiteur débourse alors au moins 700 dollars pour deux nuits sur place mais l'entrepreneur sud-coréen doit acquitter au Nord des droits d'entrée qui s'élèvent à environ 1 million de dollars par mois.

## Statistiques
« Les monts Kumgang ont attiré 500.000 touristes pendant les quatre premières années d'exploitation et le million de visiteurs a été dépassé le 7 juillet 2005. Au 11 juillet 2008, 1,95 million de personnes avait visité les monts Kumgang, la RPDC ayant reçu 480 millions de dollars grâce à ce projet ».

## Géographie et climat

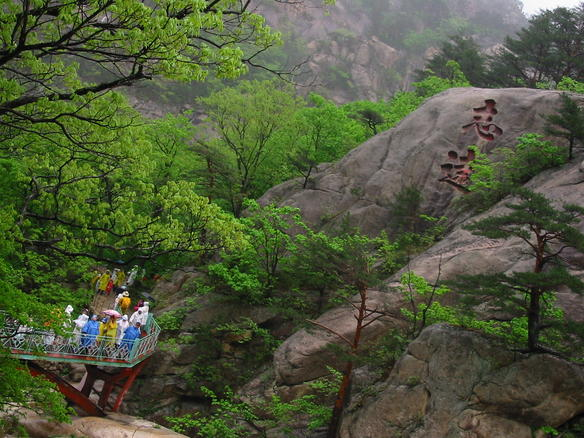
Chemin vers les chutes de Koryong.

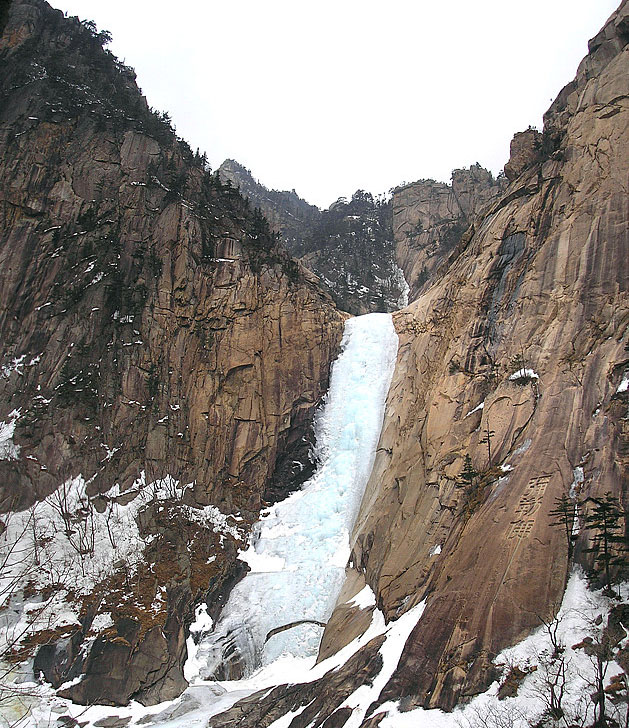
Les chutes de Koryong en hiver.

Les monts Kumgang (en coréen : Kumgangsan), ou Montagnes de diamant (ainsi appelés à cause du scintillement des monts au lever du Soleil), sont situés à 108 km au sud de Wonsan, dans le sud-est de la Corée du Nord, formant la partie septentrionale de la chaîne des monts Taebaek.
Culminant à 1 638 m au mont Birobong, les monts Kumgang sont sacrés pour les Coréens depuis des millénaires.
| Mois                     | jan. | fév. | mars | avril | mai  | juin  | jui.  | août  | sep.  | oct.  | nov. | déc. | année   |
| ------------------------ | ---- | ---- | ---- | ----- | ---- | ----- | ----- | ----- | ----- | ----- | ---- | ---- | ------- |
| Température moyenne (°C) | −2,1 | −1   | 3,4  | 10,2  | 15,7 | 18,9  | 22,6  | 23,6  | 19,1  | 13,5  | 7,4  | 1    | 11      |
| Précipitations (mm)      | 54,2 | 61,2 | 68   | 73,7  | 91,1 | 164,1 | 270,3 | 320,9 | 224,1 | 108,7 | 94,2 | 50,3 | 1 580,8 |